# Redline Racer
Redline Racer è un videogioco di motociclismo del 1998 sviluppato da Criterion Software per Microsoft Windows e pubblicato da Ubisoft e Imagineer. La versione per Dreamcast è stata distribuita in Occidente con il titolo Suzuki Alstare Extreme Racing.